# アリス・イン・ワンダーランド (映画)
『アリス・イン・ワンダーランド』（原題：Alice in Wonderland）は、2010年公開のアメリカ映画。ティム・バートン監督。
ルイス・キャロルの児童文学小説『不思議の国のアリス』『鏡の国のアリス』を原作に、その後日談的なストーリーとして再構成、実写とモーションキャプチャによって映画化した。

## ストーリー
不思議の国での冒険から13年後。19歳となったアリス・キングスレーはとあるパーティに出席していた。このパーティーはアリスの母と姉が極秘裏に企画したアリスの婚約パーティだった。アリスは貴族の御曹司・ヘイミッシュから求愛されるが、突然の出来事に答えることが出来ず、混乱してその場から逃げ出してしまう。
そんな時、アリスはチョッキを着た白ウサギを追って、幼少時代に訪れた不思議の国へ再び迷い込み、そこでかつて出会ったマッドハッターやチェシャ猫達と再会。だが、不思議の国は13年前とは一変しており、赤の女王に支配された暗い世界と化していた。
アリスはかつてここを訪れた事を夢だと考え記憶を失くしていたが、自分が預言書に記されている「救世主」だと知らされ、この世界を赤の女王の支配から解放するため、赤の女王の妹である白の女王やマッドハッター達の力を借りて、赤の女王に戦いを挑むことになる。

## 登場人物

### 主人公
アリス・キングスレー（Alice Kingsleigh）
ワンダーランドに迷い込む少女。ロンドン生まれの19歳。小さい頃からいつも同じ夢を見続けている。

### ワンダーランドの住人達

#### 善良な住人
マッドハッター / タラント・ハイトップ（Mad Hatter / Tarrant Hightopp）
帽子職人。先祖代々王宮に仕えており、白の女王の下で働いていた。ファッターワッケンというダンスを得意とする。
白の女王 / ミラーナ（White Queen / Mirana）
赤の女王の妹。姉とは異なり、城の民から慕われ愛されている。チェス兵（Armored Chess Pieces）を仕える。
トウィードルダムとトウィードルディー（Tweedledum and Tweedledee）
ワンダーランドに住む双子。常に2人で小競り合いをしている。
白ウサギ / ニベンズ・マクトウィスプ（White Rabbit / Nivens McTwisp）
赤の女王に仕えているウサギ。赤の女王を裏切り、アリスをワンダーランドに連れて来る役割を担う。
チェシャ猫（Cheshire Cat）
マッドハッターの仲間の猫。神出鬼没で空中を浮遊し、姿を消すことも出来る。アリスの傷の手当てをし、マッドハッターの元へ案内する。
青い芋虫 / アブソレム（Blue Caterpillar / Absolem）
ワンダーランドの長老である青い芋虫。片眼鏡をして常に水タバコを吸っており、哲学的な発言をする。
ヤマネ / マリアムキン（Dormouse / Mallymkun）
マッドハッターのお茶会仲間。性格の荒々しい女性剣士。
三月ウサギ / ザッカリー・イアウィケット（March Hare / Thackery Earwicket）
マッドハッターのお茶会仲間のウサギ。色々な物を投げつける癖を持つ。
ベイヤード・ハマー（Bayard Hamar）
白の女王に仕えるブラッドハウンド犬。赤の女王に妻のビエル（Bielle）と4匹の子を犬質にとられ、アリスの捜索に協力させられる。
ドードー鳥 / ウィリアム（The Dodo / Uilleam）
ワンダーランドに住む杖をついた鳥。他の住民と共にトランプ兵に捕らえられる。
おしゃべり花（The Talking Flowers）
ワンダーランドに住む花たち。
その他にフラミンゴ（Flamingo）、ハリネズミ（Hedgehog）、豚（Pig）、蛙のフットマン（Frog Footman）、魚のフットマン（Fish Footman）、猿のフットマン（Monkey Footman）らが登場する。

#### ヴィラン
赤の女王 / イラスベス（Red Queen / Iracebeth）
ワンダーランドを恐怖で支配している女王。頭が大きく、住人達からはビッグヘッドと呼ばれ嫌われている。彼女の城外には打ち首にされた多数の首が転がっている。
原作『不思議の国のアリス』に登場するハートの女王及び『鏡の国のアリス』に登場する赤の女王を組み合わせたキャラクターとなっている。
ハートのジャック / イロソヴィッチ・ステイン（Knave of Hearts / Ilosovic Stayne）
赤の女王の家臣。予言の書を住人達から盗み出し、ジャバウォッキーを殺そうとするアリスを捜索する。大きい者が好き。
ジャバウォッキー（Jabberwocky）
赤の女王に仕えるドラゴン型の怪物。ヴォーパルの剣を使わなければ倒すことが出来ない。
バンダースナッチ（Bandersnatch）
赤の女王に飼われている獣型の怪物。アリスを襲撃した際、彼女を救おうとしたマリアムキン（ヤマネ）に右目を奪われる。
ジャブジャブ鳥（Jub Jub bird）
赤の女王に飼われている鳥型の怪物。アリスと行動を共にしていたトウィードルダムとトウィードルディーを連れ去る。
死刑執行人（Executioner）
赤の女王に仕える首切り役人。
トランプ兵（Armored Cards）
赤の女王に仕える兵士たち。ハートのA、1、2、3、4、5、6、7、8、9、10のカードで構成されている。

### 現実の人物
チャールズ・キングスレー（Charles Kingsleigh）
アリスの父。故人。夢見がちな幼きアリスに対し、「偉大な人ほどどうかしている」と教え愛していた。
ヘレン・キングスレー（Helen Kingsleigh）
アリスの母。彼女が結婚し、幸せになることを望んでいる。
アスコット卿（Lord Ascot）
チャールズ・キングスレーの仕事仲間。アリスの母から事業を買い取る。
アスコット夫人（Lady Ascot）
アスコット卿の妻。息子が結婚する日を待ち望んでいる。醜い孫が生まれることを心配している。
ヘイミッシュ・アスコット（Hamish Ascot）
アスコット卿と夫人の息子。アリスに結婚のプロポーズをする。胃腸が弱い。
マーガレット・キングスレー（Margaret Kingsleigh）
アリスの姉。妹思いで、彼女が裕福なアスコット家に嫁ぎ幸せになることを望んでいる。
ローウェル（Lowell）
マーガレットの夫。彼女には秘密で、他の女性と浮気をしている。
イモージェン叔母さん（Aunt Imogene）
アリスの叔母。未婚。妄想癖があり、王子が現れるのを待ち望んでいる。
フェイス・チャタウェイ＆フィオナ・チャタウェイ（Faith Chattaway and Fiona Chattaway）
アリスの友人である姉妹。ヘイミッシュがアリスにプロポーズすることを話してしまう。

## キャスト
| 役名                                | 俳優                         | 日本語吹替                                     | 日本語吹替                                          |
| 役名                                | 俳優                         | 劇場公開版                                     | フジテレビ版                                        |
| ----------------------------------- | ---------------------------- | ---------------------------------------------- | --------------------------------------------------- |
| マッドハッター                      | ジョニー・デップ             | 平田広明                                       | 平田広明                                            |
| アリス・キングスレー                | ミア・ワシコウスカ           | 安藤瞳                                         | 坂本真綾                                            |
| 赤の女王                            | ヘレナ・ボナム＝カーター     | 朴璐美                                         | 島田彩夏                                            |
| 白の女王                            | アン・ハサウェイ             | 深田恭子                                       | 高橋真麻                                            |
| ハートのジャック                    | クリスピン・グローヴァー     | 藤原啓治                                       | 木下浩之                                            |
| トウィードルダム トウィードルディー | マット・ルーカス             | 小形満                                         | 高戸靖広                                            |
| 白ウサギの声                        | マイケル・シーン             | 塩屋浩三                                       | 佐々木睦                                            |
| チェシャ猫の声                      | スティーヴン・フライ         | 茶風林                                         | 岩崎ひろし                                          |
| アブソレムの声                      | アラン・リックマン           | 土師孝也                                       | 大友龍三郎                                          |
| ヤマネの声                          | バーバラ・ウィンザー         | 京田尚子                                       | 滝沢ロコ                                            |
| 三月ウサギの声                      | ポール・ホワイトハウス       | 大川透                                         | 大川透                                              |
| ベイヤードの声                      | ティモシー・スポール         | 廣田行生                                       | 竹田雅則                                            |
| チャールズ・キングスレー            | マートン・チョーカシュ       | てらそままさき                                 | 大川透                                              |
| アスコット卿                        | ティム・ピゴット＝スミス     | 有川博                                         | 菅生隆之                                            |
| ヘレン・キングスレー                | リンゼイ・ダンカン           | 一柳みる                                       | 寺内よりえ                                          |
| アスコット夫人                      | ジェラルディン・ジェームズ   | 宮寺智子                                       | 一城みゆ希                                          |
| ヘイミッシュ・アスコット            | レオ・ビル                   | 落合弘治                                       | 遠藤純一                                            |
| イモージェン叔母さん                | フランシス・デ・ラ・トゥーア | 片岡富枝                                       | 磯辺万沙子                                          |
| マーガレット・キングスレー          | ジェマ・パウエル             | 岡寛恵                                         | 魏涼子                                              |
| ローウェル                          | ジョン・ホプキンス           | 楠大典                                         | 咲野俊介                                            |
| フェイス・チャタウェイ              | エレノア・ゲックス           | うえだ星子                                     | 松尾翠                                              |
| フィオナ・チャタウェイ              | エレノア・トムリンソン       | 武田華                                         | 三田友梨佳                                          |
| ドードー鳥の声                      | マイケル・ガフ               | 浦山迅                                         | 宝亀克寿                                            |
| 長身の薔薇の声                      | イメルダ・スタウントン       | 定岡小百合                                     |                                                     |
| ジャバウォッキーの声                | クリストファー・リー         | 稲垣隆史                                       | 長克巳                                              |
| 6歳のアリス                         | マイリー・エラ・チャレン     | 宇山玲加                                       | 松浦愛弓                                            |
| 大きな鼻の女                        | ホリー・ホーキンス           | 定岡小百合                                     |                                                     |
| 大きな目の女                        | ルーシー・ダヴェンポート     |                                                |                                                     |
| 大きな腹の男                        | ジョエル・スワトー           | 多田野曜平                                     |                                                     |
| 大きな胸の女                        | ジェシカ・オイェロウォ       |                                                |                                                     |
| 大きな顎の男                        | イーサン・コーン             |                                                |                                                     |
| 大きな額の男                        | リチャード・アロンソ         |                                                |                                                     |
| 死刑執行人の声                      | ジム・カーター               |                                                |                                                     |
| 様々な効果音                        | フランク・ウェルカー         |                                                |                                                     |
| その他                              |                              | 間宮康弘 杉野博臣 木村雅史 佐々木睦 小幡あけみ | 水野龍司 後藤敦 後藤光祐 川原慶久 清水みか 土門敬子 |
| 日本語吹替制作スタッフ              |                              |                                                |                                                     |
| 演出                                |                              | 佐々木由香                                     | 佐々木由香                                          |
| 翻訳                                |                              | 佐藤恵子                                       | 佐藤恵子                                            |
| 翻訳監修                            |                              | Ian MacDougall                                 |                                                     |
| 録音                                |                              | 吉田佳代子 一口坂スタジオ オムニバス・ジャパン | オムニバス・ジャパン                                |
| 調整                                |                              | Shepperton International                       |                                                     |
| 録音                                |                              | 東北新社                                       | 東京テレビセンター                                  |
| プロデューサー                      |                              |                                                | 西原恵 谷川有季 (フジテレビ)                        |
| 制作担当                            |                              | 宮越啓之 清水和人                              |                                                     |
| 制作監修                            |                              | 山本千絵子                                     |                                                     |
| 制作総指揮                          |                              | 佐藤淳                                         |                                                     |
| 制作                                |                              | DISNEY CHARACTER VOICES INTERNATIONAL, INC.    | 東北新社                                            |
| 初回放送                            |                              | 2016年7月1日 『金曜プレミアム』 21:00-22:52    | 2013年3月16日 『土曜プレミアム』 21:30-23:40        |

## 地上波放映履歴
| 回数 | テレビ局   | 番組名           | 放送日         | 放送時間    | 放送分数 | 吹替版       | 視聴率 |
| ---- | ---------- | ---------------- | -------------- | ----------- | -------- | ------------ | ------ |
| 1    | フジテレビ | 土曜プレミアム   | 2013年3月16日  | 21:30-23:40 | 130分    | フジテレビ版 | 9.7％  |
| 2    | フジテレビ | 金曜プレミアム   | 2016年7月1日   | 21:00-22:52 | 112分    | 劇場公開版   | 8.1%   |
| 3    | 日本テレビ | 金曜ロードショー | 2024年10月18日 | 21:00-22:54 | 114分    | 劇場公開版   | 5.8%   |

## 製作

### 企画・脚本
ジョー・ロスは、2007年4月にリンダ・ウルヴァートンと共に映画脚本家としてウォルト・ディズニー・ピクチャーズで『不思議の国のアリス』を制作し始めた。ウルヴァートンは社会・政治的な要素をストーリーに追加した。同年11月、バートンはディズニーデジタル3Dによって『フランケンウィニー』の3Dリメイクと『不思議の国のアリス』の3D映画を製作する契約をディズニーと結んだ。
アリス役には多くの有名な女優が志願したが、バートンはあえてあまり有名ではない人物を選んだと語る。最終的にミア・ワシコウスカに決まったことについて、リチャード・D・ザナックは、「彼女には何か本物の、純真で誠実なものがあった。典型的な映画スターの卵ではない。」と述べた。ティム・バートンとジョニー・デップは7番目のコラボレーションとなる。

### 撮影
本作は元々2009年内に公開される予定だったが、2010年3月5日まで延期された。主要撮影の開始は2008年5月を予定していたが、遅れて9月に始まり約3カ月で終了した。ヴィクトリア朝時代のイングランドのシーンは9月1日から10月14日のあいだにプリマスとトールポイントで撮られた。8月前半には250名ものエキストラが選ばれた。ロケはトールポイントのアンソニー・ハウス、チャールズタウン、コーンウォール、バービカンで行われたが、そのうちバービカンの場面は映画で使われなかった。

### VFX
- シニアVFXスーパーバイザー:ケン・ローストン
- VFX&アニメーション
  - ソニー・ピクチャーズ・イメージワークス
  - カフェFX
  - マット・ワールド・デジタル

## サウンドトラック
2010年3月2日に2枚のアルバムが発売された。

### ALiCE IN WONDERLaND
『ALiCE IN WONDERLaND』は、バートンと長年コラボレーションしているダニー・エルフマンによるサウンドトラックである。Billboard 200で初登場89位だった。
テーマ曲の「Alice's Theme」には、合唱が使われており、児童合唱には純粋な少年合唱が使用されている。この曲の最後には、ボーイソプラノの独唱がある。
2015年の東京国際フォーラム ホールAで行われた「ディズニー・イン・コンサート・ アリスイン・ワンダーランド」では、作曲者の、ダニー・エルフマン本人が来日し、コンサートの最後に登場している。合唱は、洗足学園音楽大学フレッシュマンシンガーズ。少年合唱は、NHK東京児童合唱団の男の子10人が出演した。
| #   | タイトル                       | 作詞 | 作曲・編曲 | 時間 |
| --- | ------------------------------ | ---- | ---------- | ---- |
| 1.  | 「Alice's Theme」              |      |            | 5:07 |
| 2.  | 「Little Alice」               |      |            | 1:34 |
| 3.  | 「Proposal/Down the Hole」     |      |            | 2:58 |
| 4.  | 「Doors」                      |      |            | 1:51 |
| 5.  | 「Drink Me」                   |      |            | 2:48 |
| 6.  | 「Into the Garden」            |      |            | 0:50 |
| 7.  | 「Alice Reprise #1」           |      |            | 0:26 |
| 8.  | 「Bandersnatched」             |      |            | 2:42 |
| 9.  | 「Finding Absolem」            |      |            | 2:41 |
| 10. | 「Alice Reprise #2」           |      |            | 0:38 |
| 11. | 「The Cheshire Cat」           |      |            | 2:07 |
| 12. | 「Alice and Bayard's Journey」 |      |            | 4:04 |
| 13. | 「Alice Reprise #3」           |      |            | 0:24 |
| 14. | 「Alice Escapes」              |      |            | 1:07 |
| 15. | 「The White Queen」            |      |            | 0:36 |
| 16. | 「Only a Dream」               |      |            | 1:25 |
| 17. | 「The Dungeon」                |      |            | 2:18 |
| 18. | 「Alice Decides」              |      |            | 3:14 |
| 19. | 「Alice Reprise #4」           |      |            | 1:01 |
| 20. | 「Going to Battle」            |      |            | 2:41 |
| 21. | 「The Final Confrontation」    |      |            | 1:41 |
| 22. | 「Blood of the Jabberwocky」   |      |            | 2:37 |
| 23. | 「Alice Returns」              |      |            | 3:14 |
| 24. | 「Alice Reprise #5」           |      |            | 2:56 |

### オールモスト・アリス
2枚目のサウンドトラック『Almost Alice』には多数のアーティストが楽曲を提供している。リードシングルはアヴリル・ラヴィーンの『アリス』であり、2010年1月27日に公開された。

## 評価

### 批評
映画レビューサイトのロッテントマトでは52%の支持を得た。

### 興行収入
北アメリカでは3,728館で公開され、公開初日に約4100万ドルを稼ぎ、3月の初日興行成績の新記録を作った。週末3日間の興行収入は約1億1610万ドルで、3月の週末興行収入としては『300 〈スリーハンドレッド〉』の7000万ドルを超えて歴代1位、歴代の週末興行収入では『スパイダーマン』を超えて6位である。また、40カ国で同時公開され、初週末に約9400万ドルを稼いだ。また、188館のIMAX劇場で上映され、週末に1190万ドルを稼いで『アバター』の記録を更新した。2010年公開映画では『トイ・ストーリー3』に次いで第2位の興行成績である。
日本での興行収入は118億円。

### DVD&Blu-ray
日本ではDVD、Blu-rayが2010年8月4日に発売。スカパーJSATではDVD発売と同時にPPV放送を開始した。DVD版は8月2日-8日までのDVD売り上げが9．6万枚となり、8月16日付オリコンDVD総合週間ランキング、DVD映画週間ランキングで首位、またBlu-ray版でもBlu-ray Disc週間ランキングでも4．5万枚を売り上げ首位となった。更に、TSUTAYAレンタルDVDランキングでも首位となっている。

## 漫画
本作をコミカライズしたコミックが日本の講談社により発行。作者は阿部潤。
- 第一巻 2010年4月16日発売 ISBN 978-4062162722
- 第二巻 2010年8月25日発売 ISBN 978-4062162777